# Брунненский договор
Бру́нненский договор 1315 года (нем. Bundesbrief von 1315) — союзный договор между швейцарскими общинами Ури, Швиц и Унтервальден, заключённый в деревне Бруннен 9 декабря 1315 года, вскоре после их победы при Моргартене. Договор подтверждал условия «Вечного союза», а также добавлял статьи, направленные против австрийских притязаний — в частности, статью, определявшую единство внешней политики трёх общин, и статью, разрешавшую не выполнять сеньориальные обязательства, если сеньор нападёт на участников договора или предъявит им несправедливые требования.
Договор стал важным этапом в становлении Швейцарской конфедерации.